# Aiphanes spicata
Aiphanes spicata là loài thực vật có hoa thuộc họ Arecaceae. Loài này được Borchs. & R.Bernal mô tả khoa học đầu tiên năm 1996.